# Grand Prix USA 2004

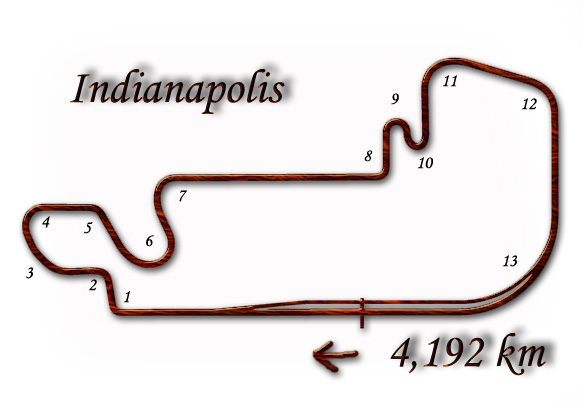

Grand Prix USA XXXIII United States Grand Prix
- 20. červen 2004
- Závodní okruh v Indianapolis
- 73 kol x 4,192 km = 306,016 km
- 722. Grand Prix
- 78. vítězství Michaela Schuamchera
- 175. vítězství pro Ferrari

## Výsledky
| Pozice | Jezdec               | Vůz             | Čas         |
| ------ | -------------------- | --------------- | ----------- |
| 1      | Michael Schumacher   | Ferrari F2004   | 1:28'24.803 |
| 2      | Rubens Barrichello   | Ferrari F2004   | á 0:02:950  |
| 3      | Takuma Sató          | BAR 006         | á 0:22:036  |
| 4      | Jarno Trulli         | Renault R 24    | á 0:34:544  |
| 5      | Olivier Panis        | Toyota TF 104   | á 0:37:534  |
| 6      | Kimi Räikkönen       | McLaren MP 4/19 | á 1 kolo    |
| 7      | David Coulthard      | McLaren MP 4/19 | á 1 kolo    |
| 8      | Zsolt Baumgartner    | Minardi PS 04 B | á 3 kola    |
| 9      | Giancarlo Fisichella | Sauber C 23     | á 8 kol     |
| Kolo   | Odstoupili           | -               | -           |
| 60     | Mark Webber          | Jaguar R5       | Motor       |
| 43     | Nick Heidfeld        | Jordan EJ 14    | Motor       |
| 26     | Jenson Button        | BAR 006         | Motor       |
| 17     | Cristiano Da Matta   | Toyota TF 104   | Převodovka  |
| 9      | Ralf Schumacher      | Williams FW26   | Mimo trať   |
| 8      | Fernando Alonso      | Renault R 24    | Defekt      |
| 0      | Gianmaria Bruni      | Minardi PS 04 B | Nehoda      |
| 0      | Felipe Massa         | Sauber C 23     | Nehoda      |
| 0      | Christian Klien      | Jaguar R5       | Nehoda      |
| 0      | Giorgio Pantano      | Jordan EJ 14    | Nehoda      |
| Dis    | Juan Pablo Montoya   | Williams FW26   | Dis         |

### Nejrychlejší kolo
- Rubens BARRICHELLO Ferrari 	1'10.399 - 214.367 km/h

### Vedení v závodě
- 1-5 kolo Rubens Barrichello
- 6-41 kolo Michael Schumacher
- 42-50 kolo Rubens Barrichello
- 51-73 kolo Michael Schumacher

### Postavení na startu
| 1. řada  | 1                  | 2                    |
|          | Rubens Barrichello | Michael Schumacher   |
|          | Ferrari            | Ferrari              |
|          | 1'10.223           | 1'10.400             |
| 2. řada  | 3                  | 4                    |
|          | Takuma Sato        | Jenson Button        |
|          | BAR                | BAR                  |
|          | 1'10.601           | 1'10.820             |
| 3. řada  | 5                  | 6                    |
|          | Juan Pablo Montoya | Ralf Schumacher      |
|          | Williams           | Williams             |
|          | 1'11.062           | 1'11.106             |
| 4. řada  | 7                  | 8                    |
|          | Kimi Räikkönen     | Olivier Panis        |
|          | McLaren            | Toyota               |
|          | 1'11.137           | 1'11.167             |
| 5. řada  | 9                  | 10                   |
|          | Fernando Alonso    | Mark Webber          |
|          | Renault            | Jaguar               |
|          | 1'11.527           | 1'11.555             |
| 6. řada  | 11                 | 12                   |
|          | Cristiano da Matta | David Coulthard      |
|          | Toyota             | McLaren              |
|          | 1'11.691           | 1'12.026             |
| 7. řada  | 13                 | 14                   |
|          | Christian Klien    | Giancarlo Fisichella |
|          | Jaguar             | Sauber               |
|          | 1'12.170           | 1'12.470             |
| 8. řada  | 15                 | 16                   |
|          | Felipe Massa       | Nick Heidfeld        |
|          | Sauber             | Jordan               |
|          | 1'12.721           | 1'13.147             |
| 9. řada  | 17                 | 18                   |
|          | Giorgio Pantano    | Gianmaria Bruni      |
|          | Jordan             | Minardi              |
|          | 1'13.375           | 1'14.010             |
| 10. řada | 19                 | 20                   |
|          | Zsolt Baumgartner  | Jarno Trulli         |
|          | Minardi            | Renault              |
|          | 1'14.812           | - -- ---             |
| -------- | ------------------ | -------------------- |

### Zajímavosti
- Startovní číslo 2 bylo po 75 na pole positions
- Cristiano da Matta i Felipe Massa zajel svou 25 GP.
- Rubens Barrichello stál po 10 na pole positions.
- Michael Schumacher byl po 130 na bedně